# 大利根無情
大利根無情（おおとねむじょう）は、1959年6月に発売された三波春夫のシングル。

## 概要
天保15年（1844年）8月6日、下総国笹川（現在の千葉県香取郡東庄町笹川）の大利根河原で起きた大利根河原の決闘で飯岡助五郎との大利根河原の決闘に笹川繁蔵方の助っ人として参加し、ただ一人闘死した平手造酒を題材とした楽曲である。なお、作曲者長津義司は、同じ事件をモチーフにした田端義夫のヒット曲『大利根月夜』の作曲者でもある。
本楽曲が発売された1959年のテイチクの歌謡曲（流行歌）レコード売上で1位を記録した。累計売上は170万枚。
NHK紅白歌合戦では、本楽曲が発売された当年は歌唱されなかったものの、紅白20回記念の「名曲紅白」として開催された1969年の「第20回NHK紅白歌合戦」で初めて歌唱され、その後も1973年の「第24回NHK紅白歌合戦」、1984年の「第35回NHK紅白歌合戦」の合計3回歌唱された。

## 収録曲

### 1959年盤
1. 大利根無情
2. 親分お世話になりました

### 1988年盤
1. 大利根無情
2. 一本刀土俵入り

### 1990年盤
1. 大利根無情
2. 忠太郎月夜
3. 大利根無情（カラオケ）
4. 忠太郎月夜（カラオケ）

## カバー
- 島津亜矢（2003年発売のカバーアルバム『亜矢・三波春夫を唄う』収録）
- 氷川きよし（2007年発売のカバーアルバム『氷川きよし・演歌名曲コレクション7〜あばよ・きよしのソーラン節〜』収録）
- 三門忠司（2008年発売のカバーアルバム『名唱コレクション 三門忠司 昭和の名曲を唄う』収録）

## 派生作品
- 『大利根無情』（1960年2月12日公開、松竹京都、監督：的井邦雄）

楽曲のヒットを受け、発売の翌年に製作された映画作品。楽曲同様「天保水滸伝」を範にしている。「大利根川原の決闘」を軸に、平手造酒を三波春夫自身が演じ、一匹狼の渡世人・機屋の直太郎（田村高廣 ）の恋物語を絡めた任侠時代劇。近衛十四郎が笹川繁蔵を演じた。